# 朝日生命体操クラブ
朝日生命体操クラブ（あさひせいめい・たいそうクラブ）は、朝日生命保険相互会社が運営・協賛する体操のクラブチームである。

## 概要・歴史
朝日生命保険は体操を通した地域密着型のスポーツクラブを作ることで、子供たちに健全な育成と、将来の日本を代表する体操選手の育成を図ることと、4年後の1978年の創業90周年記念の事業「健康づくり運動」の一環として、1974年に女子体操の企業チーム「実業団女子体操競技クラブ・朝日生命」の名称で発足した。
発足当初は、元オリンピック体操選手の塚原（旧姓：小田）千恵子コーチと、朝日生命の社員2人の総勢3人でスタートし、その後体操を通した地域社会貢献の一環として、少年少女に向けた体操スクール「朝日生命体操教室」を設立する。1979年には東京都世田谷区北烏山に社員レクリエーションと、体操クラブの練習拠点として「朝日生命久我山体育館」（朝日生命久我山スポーツセンター内）が誕生する。この久我山体育館が完成すると、男子の部員も入団するようになり、男子部門の指導者として、千恵子の夫で、自らもオリンピックに団体3連覇を記録するなどした塚原光男が就任することになった。
以後、「朝日生命体操教室」の生徒らが体操クラブの主力選手として成長し、塚原夫妻の長男である塚原直也が2004年のアテネ五輪の団体総合で金メダルを獲得したのを始め、オリンピック代表に合計24人（男子は塚原直也だけ、女子が23人）を輩出した。
当初は朝日生命保険の社員レクリエーションを目的に運営する「朝日生命厚生事業団」が直接経営していたが、同厚生事業団が運営していたテニスとバレーボール（朝日生命女子バレーボール部参照）のチームが、経済の低迷による企業スポーツの縮小のあおりで休止されることになり、体操クラブも存続が危ぶまれたが、2002年に塚原夫妻がその受け皿として「有限会社塚原体操センター」を設立、光男が校長、千恵子が副校長に就任し、その塚原体操センターに朝日生命が協賛する形（事実上の命名権扱い）で「朝日生命体操クラブ」を引き継ぐことになった。約700名の会員を有する。
しかし、ある体操関係者が明らかにしたところによると、2022年度限りで朝日生命による体操クラブの協賛・支援を打ち切り、完全撤退する意向であることが分かった。これには、2018年に発覚した塚原千恵子によるパワーハラスメント疑惑により後継者の育成が遅れ、2021年7月に1年順延して行われた2020年東京オリンピックには日本代表に誰一人とも選抜されなかったことが挙げられている。
なお塚原体操センター自体は朝日生命の支援廃止後も継続される予定であるとともに、この前後で塚原直也も朝日生命体操クラブの総監督を辞して退社し、今後は立飛ホールディングスに移籍して、同社の体操部ディレクターとして活動する予定である。

## 主な出身者

### 男子
- 塚原直也
- 中野大輔
- 内村航平

### 女子
- 信田美帆
- 小菅麻里
- 上村美揮
- 大島杏子
- 石坂真奈美
- 溝口絵里加
- 黒田真由
- 山本さとみ
- 岡部紗季子
- 美濃部ゆう
- 大川真澄
- 鶴見虹子
- 山田千遙